# دبیپراساد چاتوپادیایا
دبیپراساد چاتوپادیایا (انگلیسی: Debiprasad Chattopadhyaya؛ زاده ۱۹ نوامبر ۱۹۱۸ – درگذشته ۸ مه ۱۹۹۳) مورخ، فیلسوف، و نویسنده اهل راج بریتانیا بود. او در کاوش جریان ماتریالیستی در فلسفه هند باستان مشارکت داشت. او برای لوکایاتا: مطالعه‌ای در ماتریالیسم هند باستان، که شرح او از فلسفه چارواکا است، شناخته شده است. همچنین به‌دلیل کار در تاریخ علم و روش علمی در هند باستان، به ویژه کتاب علم و جامعه در هند باستان در سال ۱۹۷۷ در مورد پزشکان باستانی کاراکا و سوشروتا شناخته‌شده است. او پس از مرگ در سال ۱۹۹۸ نشان پادما بوشان، سومین نشان عالی غیرنظامی هند را دریافت کرد.